# アングリル
アルト・デ・ラングリル（Alto de l'Angliru、略称：アングリル）は、イベリア半島北部のカンタブリア山脈、スペイン・アストゥリアス州に位置する標高1,570mの山。

## 概要
北東に位置するサンタエウラリアを起点とした場合、水平距離換算17.7km、平均斜度7.9％、最大斜度は23％。起点から10km地点を超えるあたりから急激な勾配箇所となり、同地点から山頂に向かうまでの平均斜度は、11％〜18％程度となる。特に、山頂まで向かう残り約7km地点過ぎからは、平均で20％を超える勾配が待ち構え、残り約4マイル地点過ぎに23％という最大勾配地点に達する。その後も20％を越える勾配が続き、山頂付近でも15％程度の勾配となっている。
西側のリオサを基点とした場合、水平距離換算12.5km、平均斜度10.1％、最大斜度23.6％。5km地点でこそ9.1％ほどだが、その後は急激に勾配が厳しくなり、7km地点で22％の斜度となり、その後は10％台へと緩和されるものの、9.5km地点で20％、10.2km地点で21.5％、10.8km地点のラ・クエーニャ・レス・カブレス（La Cueña les Cabres）では23.6％にも達する。その後も11.5km地点で21.5％、山頂直前地点でも20％という大変な勾配が待ち構えている。
どちらの地点を基点としても大変厳しい行程となっており、ヨーロッパにおける山岳行程としては、イタリアのモンテ・ゾンコランや、オーストリアのキッツビューエラー・ホルンと双璧の難区間とも言われている。

## ブエルタ・ア・エスパーニャ
グランツールとも称される、自転車競技、ロードレースのブエルタ・ア・エスパーニャでは、1999年に最初にコースに組み入れられた。2017年までに7回ゴール地点として使用されている。
歴代首位通過者
| 年   | 首位通過者               | 国籍     |
| ---- | ------------------------ | -------- |
| 1999 | ホセ・マリア・ヒメネス   | スペイン |
| 2000 | ジルベルト・シモーニ     | イタリア |
| 2002 | ロベルト・エラス         | スペイン |
| 2008 | アルベルト・コンタドール | スペイン |
| 2011 | フアン・ホセ・コーボ     | スペイン |
| 2013 | ケニー・エリソンド       | フランス |
| 2017 | アルベルト・コンタドール | スペイン |